# هلن فیلد کامستاک
هلن فیلد کامستاک (Helen Field Comstock) (تخلص: زلتا) (Zeleta) (زاده ۳ سپتامبر ۱۸۴۰ – درگذشت ۲۸ ژانویه ۱۹۳۰)، شاعر و انسان‌دوست اهل ایالات متحده بود. اشعار وی گردآوری شده و در یک کتاب بزرگ به نشر رسید.

## اوایل زندگی و تحصیلات
هلن ماریا فیلد در ۳ سپتامبر ۱۸۴۰ در چسترفیلد، نیوهمپشایر متولد شد. او بزرگ‌ترین فرزند از سه فرزند زندهٔ جیسی و هانا فیلد بود. شجره‌نامه خانواده فیلد به دوران اولیه مستعمرات برمی‌گردد، زمانی که سه برادر از انگلستان به جایی آمدند که به ایالات متحده مبدل شد و آن‌ها در منطقه تانتون، ماساچوست مسکن گزین شدند، جای که بیشتر نواده‌های آن‌ها ساکن هستند. سلامت پدر وی به علت سقوط در ایام جوانی وضع چندان خوبی نداشت و در نهایت باعث مرگ وی در ۱۸۵۰ میلادی به عمر ۳۹ سالگی شد و در این هنگام هلن ۹ سال داشت.
مادر بیوه وی فرزندانش را در مدرسه گذاشت، از جمله مدارس عمومی و یک آکادمی در چسترفیلد. زمانی که هلن پانزده سال داشت، یک مجوز برای تدریس دریافت کرد.

## حرفه
در ۲ ژوئن ۱۸۶۲، او با رانسفورد ای. کامستاک (درگذشتهٔ ۱۸۹۱) که یکی از اهالی بومی شهر بود در شل‌بورن فالز، ماساچوست ازدواج کرد. آن‌ها برای ده سال این شهر را خانه خود ساختند. دو فرزند آن‌ها در سال‌های ۱۸۶۲ و ۱۸۶۷ میلادی در آنجا متولد شد. در ۱۸۷۰ میلادی خانم کامستاک به روشل، ایلینوی نقل مکان نموده و بقیه عمر خود را در آنجا گذراند.
او برای مدتی با کنیه هنری «زلتا» می‌نوشت، بعداً با نام «هلن ام. کامستاک» و بعدتر تمامی نشریه‌های وی با نام «هلن فیلد کامستاک» منتشر می‌گردید. اشعار وی در مجله‌های نیو انگلند و ویست به چاپ می‌رسید. او برای شیکاگو تریبون و سایر انتشارات پیشتاز در غرب و شرق می‌نوشت. شعرهای وی در اشعار آمریکا و سایر کارهای معیاری گنجانده شده بود. اشعار وی همچنین در یک کتاب بزرگ تدوین و به نشر رسیده و نقدهای ادبی مثبتی دریافت نمود. علی‌رغم این‌که او صدای پایین و نحیف داشت، اما کامستاک در سخنرانی عمومی خود را راحت حس می‌کرد.

## مرگ
کامستاک در ۲۸ ژانویه ۱۹۳۰، در خانه فرزندش دی.ای. کامستاک در دکالب، ایلینوی درگذشت. مراسم خاکسپاری وی در قبرستان لاونریج در رشل برگزار شد.

## ارجاعات
1. 1 2 3  Moulton 1895, p. 196.
2. 1 2 3 4  Herringshaw 1904, p. 240.
3. ↑  "Hannah - aqw129.htm". tmsociety.org. Retrieved 20 November 2021.
4. ↑  "Funeral services for Mrs. Helen Comstock". The Daily Chronicle. DeKalb, Illinois. 31 January 1930. p. 6. Retrieved 24 February 2021 – via Newspapers.com.
5. ↑  "Delbert Austin Comstock (1862-1936)". familyhistoryphotostore.com. Retrieved 24 February 2021.